# Elsa Vazzoler
Elsa Vazzoler (Treviso, 10 maggio 1920 – Roma, 8 agosto 1989) è stata un'attrice italiana.

## Biografia
Nata a Treviso, da adolescente frequentò corsi di danza e recitazione, poi entrò, come giovane attrice, nelle prime compagnie teatrali che organizzavano spettacoli in dialetto veneto, sino alla prima scrittura importante, quella di Memo Benassi.
Attrice dalla recitazione brillante ed estroversa, approdò alla fine della guerra nelle compagnie di Anton Giulio Bragaglia e successivamente in quella di Cesco Baseggio, nella Compagnia del Teatro Veneto, dove divenne prima attrice.
Particolarmente versata nel repertorio goldoniano, si distinse anche nelle opere di Ruzzante e Molière: diretta da Tatiana Pavlova verrà applaudita ne Il borghese gentiluomo.
Debuttò in televisione subito dopo l'inaugurazione delle trasmissioni ufficiali della RAI nel 1954, recitando sia nelle frequenti commedie del periodo sia negli sceneggiati a puntate (fra gli altri, I Buddenbrook, del 1971 e Malombra, del 1974).
Lavorò nelle commedie musicali, spesso insieme a Carlo Dapporto, nel Cenerentolo e nell'Onorevole.
Apparve spesso anche sul grande schermo, con ruoli da caratterista.
Morì a Roma l'8 agosto 1989, all'età di 69 anni, per un attacco cardiaco.

## Filmografia
- Il richiamo nella tempesta, regia di Oreste Palella (1952)
- Nerone e Messalina, regia di Primo Zeglio (1953)
- Ho scelto l'amore, regia di Mario Zampi (1953)
- La vena d'oro, regia di Mauro Bolognini (1955)
- La bella mugnaia, regia di Mario Camerini (1955)
- I quattro del getto tonante, regia di Fernando Cerchio (1955)
- La grande guerra, regia di Mario Monicelli (1959)
- Appuntamento a Ischia, regia di Mario Mattoli (1960)
- Lettere di una novizia (film), regia di Alberto Lattuada (1960)
- Il federale, regia di Luciano Salce (1961)
- 5 marines per 100 ragazze, regia di Mario Mattoli (1961)
- Un angelo per Ribot, regia di Carlo Capriata (1963)
- I terribili 7, regia di Raffaello Matarazzo (1963)
- Cadavere per signora, regia di Mario Mattoli (1964)
- Romeo e Giulietta, regia di Riccardo Freda (1964)
- Io uccido, tu uccidi, regia di Gianni Puccini (1965)
- Riderà (Cuore matto), regia di Bruno Corbucci (1967)
- Il lungo, il corto, il gatto, regia di Lucio Fulci (1967)
- Cuore matto... matto da legare, regia di Mario Amendola (1967)
- Il padre di famiglia, regia di Nanni Loy (1967)
- Il commissario Pepe, regia di Ettore Scola (1969)
- Quelli belli... siamo noi, regia di Giorgio Mariuzzo (1970)
- Il merlo maschio, regia di Pasquale Festa Campanile (1971)
- Gli ordini sono ordini, regia di Franco Giraldi (1972)
- Il bacio di una morta, regia di Carlo Infascelli (1974)
- La presidentessa, regia di Luciano Salce (1977)
- Mogliamante, regia di Marco Vicario (1977)
- Come perdere una moglie e trovare un'amante, regia di Pasquale Festa Campanile (1978)
- Il corpo della ragassa, regia di Pasquale Festa Campanile (1979)
- Casta e pura, regia di Salvatore Samperi (1981)
- Attila flagello di Dio, regia di Castellano e Pipolo (1982)
- Vado a vivere da solo, regia di Marco Risi (1982)
- Troppo forte, regia di Carlo Verdone (1986)
- Un uomo di razza, regia di Bruno Rasia (1988)

## Teatro
- Parlamento del Ruzante, di Angelo Beolco Ruzante, regia di Carlo Lodovici. Prima al Teatro Donizetti di Bergamo, 5 gennaio 1956.
- Le donne gelose di Carlo Goldoni, regia di Carlo Lodovici. Prima al Teatro Verde di Venezia, 27 luglio 1956.

## Prosa televisiva Rai
- Gli interessi creati di Giacinto Bonavente, regia di Guglielmo Morandi, trasmessa il 22 aprile 1955.
- David Copperfield di Charles Dickens, regia di Anton Giulio Majano, trasmessa nel 1965.
- La donna di quadri, regia di Leonardo Cortese, trasmessa nel 1968.
- Non cantare, spara, regia di Daniele D'Anza, trasmessa nel 1968.
- I Buddenbrook di Thomas Mann, regia di Edmo Fenoglio, trasmessa nel 1971.
- La Casa Nova di Carlo Goldoni, regia di Luigi Squarzina, 1974.
- Malombra, regia di Raffaele Meloni, trasmessa nel 1974.
- Fosca, dal romanzo omonimo di Igino Ugo Tarchetti, regia di Enzo Muzii, 1981.

Interpretò anche alcuni episodi della rubrica pubblicitaria televisiva Carosello: nel 1959 pubblicizzò, con Marina Lori e Tino Buazzelli, le coperte e le lane della Lanerossi e nel 1962 la benzina Supercortemaggiore dell'Agip, con Giuseppe Porelli, Valeria Moriconi e Mario Scaccia.

## Prosa radiofonica Rai
- Un curioso accidente, commedia di Carlo Goldoni, regia di Cesco Baseggio, trasmessa il 12 giugno 1956.